# The Tourists
The Tourists – brytyjski zespół nowofalowy, działający w latach 1976–1980. W skład zespołu wchodzili m.in. Annie Lennox i Dave Stewart, którzy później stworzyli synthpopowy duet Eurythmics.

## Historia
Gitarzyści Peet Coombes i David A. Stewart występowali w folk rockowej grupie Longdancer. Po przeprowadzce do Londynu poznali Annie Lennox i razem założyli zespół o nazwie The Catch. Pod tą nazwą wydali tylko jeden singel z piosenkami „Borderline” i „Black Blood”, który nie osiągnął sukcesu. Dołączył do nich kolejny gitarzysta, Eddie Chin, oraz perkusista Jim Toomey i grupa przemianowała się na The Tourists.
W 1979 roku, nakładem Logo Records, zespół wydał swój pierwszy album, The Tourists, który osiągnął tylko niewielki sukces na brytyjskiej liście sprzedaży. Pochodzące z niego piosenki „Blind Among the Flowers” i „The Loneliest Man in the World” też wzbudziły tylko średnie zainteresowanie. Zespół występował jako support podczas trasy koncertowej Roxy Music.
Jeszcze w 1979 roku muzycy wydali cover „I Only Want to Be with You” z repertuaru Dusty Springfield, który dotarł do 4. miejsca listy przebojów w Wielkiej Brytanii i osiągnął sukces także w Irlandii i Australii. Singel pochodził z drugiej płyty The Tourists, Reality Effect, która osiągnęła umiarkowany sukces na rynku brytyjskim. Kolejny singel, „So Good to Be Back Home Again”, również osiągnął popularność i uplasował się w top 10 list przebojów w Wielkiej Brytanii oraz Irlandii.
Trzecia płyta, wydana w 1980 przez RCA Records Luminous Basement, a także promujące ją nagranie „Don’t Say I Told You So” nie powtórzyły już jednak takiego wyniku i jeszcze w tym samym roku The Tourists zakończyli działalność.
Coombes i Chin założyli nowy projekt o nazwie Acid Drops, jednak nie zdobył on popularności. Lennox i Stewart, do tej pory związani z sobą prywatnie, zakończyli związek, jednak stworzyli duet Eurythmics, który cieszył się długą światową karierą. W 1984 i 1997 wydane zostały albumy kompilacyjne grupy. Toomey w 2018 roku wydał książkę We Were Tourists opisującą historię zespołu.

## Skład zespołu
- Peet Coombes – gitara, wokal
- David A. Stewart – gitara
- Annie Lennox – wokal, instrumenty klawiszowe
- Eddie Chin – gitara basowa
- Jim Toomey – perkusja

## Dyskografia

### Albumy studyjne
| Rok  | Tytuł             | Pozycje na listach | Pozycje na listach | Pozycje na listach | Certyfikaty         |
| Rok  | Tytuł             | UK                 | SWE                | AUS                | Certyfikaty         |
| ---- | ----------------- | ------------------ | ------------------ | ------------------ | ------------------- |
| 1979 | The Tourists      | 72                 | —                  | —                  |                     |
| 1979 | Reality Effect    | 23                 | 45                 | 62                 | - UK: srebrna płyta |
| 1980 | Luminous Basement | 75                 | —                  | —                  |                     |

### Kompilacje
| Rok  | Tytuł                          |
| ---- | ------------------------------ |
| 1984 | Should Have Been Greatest Hits |
| 1997 | Greatest Hits                  |

### Single
| Rok  | Tytuł                            | Pozycje na listach | Pozycje na listach | Pozycje na listach | Pozycje na listach | Certyfikaty       | Album             |
| Rok  | Tytuł                            | UK                 | IRE                | AUS                | USA                | Certyfikaty       | Album             |
| ---- | -------------------------------- | ------------------ | ------------------ | ------------------ | ------------------ | ----------------- | ----------------- |
| 1979 | „Blind Among the Flowers”        | 52                 | —                  | —                  | —                  |                   | The Tourists      |
| 1979 | „The Loneliest Man in the World” | 32                 | —                  | —                  | —                  |                   | The Tourists      |
| 1979 | „I Only Want to Be with You”     | 4                  | 13                 | 6                  | 83                 | - UK: złota płyta | Reality Effect    |
| 1980 | „So Good to Be Back Home Again”  | 8                  | 9                  | —                  | —                  |                   | Reality Effect    |
| 1980 | „Don’t Say I Told You So”        | 40                 | —                  | —                  | —                  |                   | Luminous Basement |
| 1980 | „From the Middle Room”           | —                  | —                  | —                  | —                  |                   | —                 |